# Розенблат, Йоселе
Йосэлэ (Иосеф) Ро́зенблат (9 мая 1882, Белая Церковь — 19 июня 1933, Иерусалим) — американский синагогальный кантор и сочинитель литургической музыки.

## Биография
Родители — Рафуль-Шолем Розенблат и Хая-Сара Пилатская. Йосэлэ Розенблат сочинил большое количество мелодий для песен, исполняемых в синагоге, (издание под заголовком «Тфиллот Иосеф», 1907, 1927); некоторые, например — «Кдушша», отличаются художественным изыском. Большой известностью пользуются граммофонные пластинки с записью пения певца.